# چگونگی انجام گچبری

## گچ
سنگ گچ سولفات دوکلسیم آبدار طبیعی است و در چندین فرم بلوری یافت می‌شود که در تشکیلات خاکی پوسته جامد کره زمین به صورت قشرهای نسبتاً ضخیم فراوان است که آن را استخراج می‌کنند و مورد استفاده قرار می‌دهند. گچ را پس از استخراج از معدن مانند آهک بکوره می‌برند و تا دمای حدود ۱۸۰ درجه سانتیگراد حرارت می‌دهند تا مقداری از مولکول‌های آب تبلورش را از دست بدهد وبصورت گچ قابل استفاده به عنوان مصالح ساختمانی وقالب‌گیری در آید.

## گچ کشته
چنان‌چه گچ بیش از اندازه به هنگام ساختن ورز داده شود، به گچ کشته تبدیل می‌گردد که گیرش آن کند است و فرصت کافی برای پرداخت آن وجود دارد و به این دلیل در قشر رویی سفیدکاری، جهت به دست آوردن سطحی صاف و صیقلی روی دیوار مصرف می‌شود. این نوع گچ در هنگام گیرش ازدیاد حجم ندارد و تا قبل از خشک شدن، حالت پلاستیسیتهٔ خود را از دست نمی‌دهد و کار با آن راحت است. لازم است ذکر شود اگر گچ کشته استفاده گردد وقتی گچ خشک شود، اجسام در تماس با آن را سفید خواهد نمود و وقتی روی آن دست کشیده شود دست را سفید می‌کند.

## هنر گچ بری
هنر گچبری یکی از هنرهای تزیینی وابسته به معماری است. گچ به دلیل داشتن چسبندگی، رنگ مطلوب، کاربرد آسان، شکلپذیری آسان، فراوانی و ارزانی کاربرد زیادی از دیرباز تا کنون داشته‌است. گچبری سلطنتی یکی از ویژگی‌های معماری است که به ارزش خانه شما می‌افزاید. اگر این تکنیک خوب انجام شود، فضای خانه را شیک و هنری می‌کند.

## گچبر کیست؟
کسی که بتواند یک تکه گچ یا یک سطح گچی را به هرشکل ممکن تبدیل کند، گچبُر است. واژه گچبُر تقریباَ مثل واژهٔ نقاش است.
خالق یک اثر زیبای هنری، نقاش خوانده می‌شود و رنگ کنندهٔ یک انبارهم نقاش. البته، در بین ما این‌طور است و باید از هم تفکیک شوند؛ یعنی کسی را که با وسیله‌ای مثل سنگ یا گچ و… سر و کار دارد را با کسی که از این مواد، زیبایی می‌آفریند یکی نبینیم. کسی که با گچ کار می‌کند، گچ کار است و کسی که دارد یک اثر هنری را با گچ خلق می‌کند، گچبر و هنرمند است.

## چگونگی انجام گچبری
یک گچبر هرکاری که بشود با گچ کرد را انجام می‌دهد. او ابتدا گچ را به صورت مایع درست می‌کند. محلول گچ و آب پس از مدتی، اضافهٔ حجم پیدا کرده و شروع به سفت شدن می‌کند تا به جایی که تبدیل به جامد می‌شود. قبل از انجماد، به خمیری انعطاف‌پذیر تبدیل می‌شود که صورت و اسکلت اثر هنری در آن زمان و در آن حالت گچ، به دست گچبرصورت می‌پذیرد. پس از اسکلت‌بندی گچ به دست هنرمند گچبر، گچ در همان حالت سفت می‌شود و گچبر شروع به پرداخت آن می‌کند و پستی و بلندی‌ها وریزه کاری‌های آن را با ابزار خاص خود و با استفاده از ذوق وسلیقهٔ خود انجام می‌دهد. این عمل ممکن است در هر جا و در هر سطح و مکانی باشد.

## انواع گچبری
هنر را نمی‌توان محدود کرد. هنرمند هیچ‌گاه از کار خود خسته نمی‌شود. چون کار او تکرار ندارد. هنر گچبری نیز متنوّع است و محدود به چند شاخه نمی‌شود. گچبر هر روز و هر لحظه یک شیوه به کارش اضافه می‌کند. به‌طور کلی گچبری‌های انجام شده را می‌شود به سه دسته تقسیم کرد:
الف) طرح‌های زمینه و سطوح. یک سطح را به‌طور کلی یا تکه‌تکه بر روی نظمی خاص زیر پوشش طرحی قرار می‌دهند. مثل: سقف، دیوار، در یا قابی گچی که بر روی دیوار ساخته می‌شود.
ب) طرح‌های حاشیه. یک مسیر را به‌طور متدد یا تکه‌تکه بر روی نظمی خاص زیر پوشش طرحی به هم پیوسته و سِری قرار می‌دهند مثل: کِنارهٔ سقف، کناره‌های راه پله و راهرو یا هر جای دیگر که در گوشه و کنار ما باشد.
ج) طرح‌های تک و خاص که فقط در جایی خاص به صورت واحد درست می‌شود و هر جایی می‌تواند قرار بگیرد مانند: سَرستون، سَر قاب، دور قلاب، شومینه، سَردر و …. این گونه گچبری‌ها را می‌توان به‌طور جداگانه نیز درست کرد.
این سه دسته، شاخه‌های اصلی یک کار گچبری است. در کارهای زمینه، طرح‌هایی مثل گِره، تَذهیب، مُقرنس و انواع و اقسام طرح‌ها و نقش‌های کشورهای مختلف را می‌توان جا داد. می‌توان یک زمینه را پُر کرد از گل‌های رُز، مریم، میخک و …
در کارهای حاشیه، طرح‌هایی مثل گِره، تذهیب، چَنگ و چُدن، مُقرنس و انواع طرح‌ها و نقش‌های کشورهایی مثل: یونان، فرانسه، مصر و … را می‌توان کار کرد. می‌توان حاشیه‌ای را با مُقرنس پوشاند. می‌توان در یک مسیر مُمتدد، یک شاخهٔ درخت انگور را گچبری کرد. که انگورها ی آن در طول مسیر به صورت سه بُعدی از شاخه آویزانند. می‌توان در یک مسیر اَشعار، آیات و جملات زیبای اَدبی را با گچ به صورت بَرجسته درآورد.
1. 1 2 3 4 5  «نسخه آرشیو شده». بایگانی‌شده از اصلی در ۱ ژوئن ۲۰۱۹. دریافت‌شده در ۲۸ دسامبر ۲۰۱۹.
2. 1 2 3 4 5  کتاب مرمت تزئینات وابسته به معماری از زهره بزرگمهر